# Denel G6
155 mm haubica G6 Denel – południowoafrykańska haubica samobieżna. 
Wprowadzona do artylerii równolegle z haubicą G5. Jest jedną z najsilniejszych samobieżnych haubic o trakcji kołowej. Nazywana czasem „rhino” - nosorożec. Haubica została pokazana publicznie w 1982 roku, a zamontowana jest na podwoziu kołowego transportera opancerzonego Ratel. W dodatku do swojej mobilności, G6 jest chroniona przeciwko ostrzałowi artylerii i może się bronić na niezabezpieczonym terenie. Ma dużą odporność na wybuch min. G6 jest produkowana przez Lyttelton Engineering Works oddział Południowoafrykańskiej korporacji DENEL. Weszła do produkcji w roku 1987.
Jej uzbrojenie stanowi zmodyfikowana 155 mm haubicoarmata G5, 12,7 mm km oraz wyrzutnie granatów dymnych. Ładowanie amunicji przy pomocy zmechanizowanego układu zasilania, a ładunków ręcznie. Jest przystosowana do strzelania wszystkimi rodzajami amunicji 155 mm NATO. Zastosowano w niej dalmierz laserowy i elektroniczny przelicznik balistyczny.

## Użytkownicy
- RPA (43)
- Zjednoczone Emiraty Arabskie (78)
- Oman (24)